# 顶育毛蕨
顶育毛蕨（学名：Cyclosorus terminans）为金星蕨科毛蕨属下的一个种。